# درایدن (دهانه)
درایدن یک دهانه برخوردی در ماه است.

## دهانه‌های اقماری
این دهانه ۳ دهانه اقماری دارد.
| Dryden | عرض جغرافیایی | طول جغرافیایی | قطر          |
| ------ | ------------- | ------------- | ------------ |
| S      | ۳۳٫۸° S       | ۱۵۸٫۸° W      | ۳۰٫۰ کیلومتر |
| T      | ۳۲٫۸° S       | ۱۵۸٫۶° W      | ۳۵٫۰ کیلومتر |
| W      | ۳۱٫۰° S       | ۱۵۸٫۵° W      | ۳۰٫۰ کیلومتر |